# Mendelsche Randomisierung
Die Mendelsche Randomisierung bezeichnet eine Methode der Epidemiologie und Biostatistik für nicht-experimentelle Studien zur Bestimmung des Einflusses veränderlicher Risikofaktoren (englisch modifiable risk factors) auf Krankheiten unter Verwendung der Variation von Genen bekannter Funktion. Dabei können ein falscher umgekehrter kausaler Zusammenhang (Ereignis B verursacht Ereignis A, Wirkung erzeugt Ursache) und Störfaktoren ohne eine epidemiologische Studie kontrolliert werden.

## Beispiel
In Bezug auf Krebs möchte man wissen, ob Vitamin D eine Rolle spielt und etwa erhöhte Vitamin-D-Spiegel sich günstig auf das Krebsrisiko auswirken. Hier steht man aber vor dem Problem, dass Menschen, welche häufig Sport im Freien betreiben, vermehrt Sonneneinstrahlung abbekommen und somit ihr Körper mehr Vitamin D produziert. 
In diesem Fall könnte also der höhere Vitamin-D-Spiegel auch nur ein Marker sein, der auf die eigentliche Krebsprävention hinweist, nämlich Sport im Freien zu betreiben. Durch mendelsche Randomisierung kann man diese beiden Faktoren (Sport vs Vitamin-D) voneinander trennen. 
Hierzu sucht man sich eine Gruppe an Menschen, die aufgrund einer genetischen Veränderung immer schon höhere Vitamin-D-Spiegel haben. Wenn man nun diese Gruppe an Menschen betrachtet, kann man den Faktor Sport ausschließen und einzig den Einfluss des Vitamin-D-Spiegels auf die Senkung des Krebsrisikos untersuchen.

## Eigenschaften
Die Mendelsche Randomisierung wird verwendet, um kausale Inferenzen zu tätigen, welche wichtig für die öffentliche Gesundheit sind. Die Mendelsche Randomisierung nutzt hierbei die Mendelsche Genetik aus, um eine Quasirandomisierung zu erreichen und damit eine quasirandomisierte kontrollierte klinische Studie zu schaffen. Die Stärke der Mendelschen Randomisierung liegt darin, dass die Fallzahlen schnell und günstig sehr groß werden können, was die statistische Aussagekraft erhöht. Durch Mendelsche Randomisierung kann zum Beispiel der Effekt von Alkoholkonsum auf die Mortalität untersucht werden. Die Mendelsche Randomisierung liefert eine gute Kontrolle reverser Kausation und von Störfaktoren, welche die Aussagekraft epidemiologischer Studien normalerweise schmälern oder gar verfälschen. Gray und Wheatley führten den Begriff 1991 ein, indem sie die Mendelsche Randomisierung verwendeten, um die Knochenmarktransplantation mit der Chemotherapie biostatistisch zu vergleichen.

## Prinzip
„Die Genetik ist tatsächlich in einer glücklichen Verfassung in der Hinsicht, dass sie den Genetiker von vielen Schwierigkeiten eines kontrollierten Vergleichs (gemeint ist hier die kontrollierte randomisierte Studie) schützt. Die unterschiedlichen möglichen Genotypen wurden durch den meiotischen Prozess in schöner Weise bereits randomisiert. Eine perfektere Kontrolle der Bedingungen als diejenige unterschiedlicher Genotypen, wie sie in einer Population auftreten, ist nicht möglich.“

Der Epidemiologe oder Biostatistiker nutzt hierbei die natürlichen Grundlagen der Genetik aus, um die Randomisierung für ihn vornehmen zu lassen. Dies erlaubt es ihm, kausale Inferenzen selbst aus nichtrandomisierten Beobachtungsdaten zu ziehen. Die Mendelsche Randomisierung nutzt bestehende genetische Polymorphismen, zum Beispiel solche, die den Alkoholkonsum steuern, oder die einen Einfluss auf das Blutcholesterin haben. Die Genotypen werden während der Meiose zufällig von den Eltern auf die Kinder vererbt. Wenn man dann noch die Annahme der Panmixie hinzunimmt (die Partnerwahl ist nicht mit dem Genotyp assoziiert), dann ist die Verteilung der Genotypen in der Population unabhängig von den Störfaktoren, die typischerweise bei anderen Observationsstudiendesigns in der Epidemiologie stören. Und so kann die Mendelsche Randomisierung als eine „von der Natur bereitgestellte“ kontrollierte randomisierte Studie (der Goldstandard in der Epidemiologie und allen empirischen Wissenschaften) betrachtet werden. Weil der genetische Polymorphismus das Instrument ist, benötigt die Mendelsche Randomisierung genetische Assoziationsstudien, welche gute Kandidatengene für die Antwort auf die Risikoexposition liefern.
Aus statistischer Sicht ist die Mendelsche Randomisierung eine Anwendung der Technik der instrumentellen Variablen, mit dem Genotyp als Instrument für die Exposition von Interesse.
Potentielle Fehlschlüsse drohen, wenn das Instrument direkte Effekte auf die Krankheitsentstehung hat, sowie wenn Linkage Disequilibria mit ungemessenen direkt-kausalen Varianten vorliegen oder genetische Heterogenität, Pleiotropie oder Populationsstratifikation.